# Bernd Reichelt

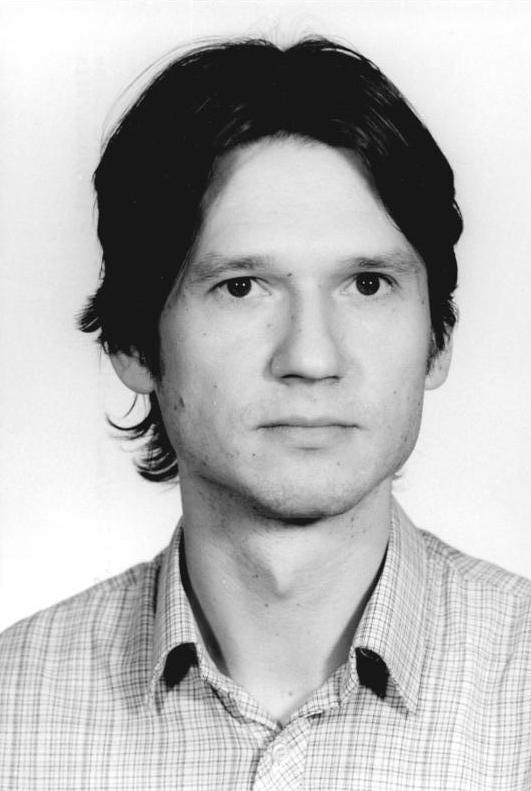
Bernd Reichelt

Bernd Reichelt (* 11. März 1957 in Zeitz) ist ein deutscher Professor für Baubetriebswesen und Projektmanagement an der Fakultät für Bauwesen der HTWK Leipzig. 1990 gehörte er als Abgeordneter der ersten frei gewählten Volkskammer an.

## Leben
Bernd Reichelt wurde am 11. März 1957 in Zeitz geboren. Nach dem Besuch der Polytechnischen Oberschule in Zeitz von 1963 bis 1971 wechselte er an die Erweiterte Oberschule in Zeitz, später in Bernburg, und legte 1975 die Abiturprüfung ab. Daran schloss sich bis 1976 der 18-monatige Grundwehrdienst an. Da Reichelt offensichtlich nicht sofort zum Studium zugelassen wurde, war er ab 1977 zunächst als Hilfspfleger in medizinischen Einrichtungen, später als Anlagenfahrer in einem Betonplattenwerk tätig. 1979 konnte er sein Studium an der TH Leipzig aufnehmen, das er 1984 als Diplom-Ingenieur für Bauwesen abschloss. Anschließend arbeitete Reichelt bis 1989 als wissenschaftlicher Assistent an der dortigen Sektion Bauingenieurwesen und wurde 1989 zum Dr. ing. promoviert. Aufgrund seines politischen Engagements war er von Februar 1990 bis Mai 1990 als Stadtrat ohne Ressort in der Stadtverwaltung Leipzig tätig, zugleich von März bis Oktober 1990 Abgeordneter der Volkskammer. 1991 kehrte er an die TH Leipzig zurück, wo er bis 1992 wieder als wissenschaftlicher Mitarbeiter wirkte. Anschließend machte er sich selbständig und war von 1993 bis 1999 Geschäftsführer eines Ingenieurbüros für Hochbau und Projektentwicklungsgesellschaft, außerdem von 1997 bis 1998 Projektentwickler in einer Bauträgergesellschaft. 1998 bekam er an der HTWK Leipzig eine Professur angeboten. Reichelt ist seitdem Professor für Baubetriebswesen und Projektmanagement an der Fakultät für Bauwesen der HTWK. Er lehrt in den Bereichen  Projektmanagement/Projektsteuerung, Bauvertragsgestaltung, Schlüsselfertiges Bauen, Kommunikation, Präsentation, Vertragsgestaltung Planspiel Baumarkt.
Reichelt ist geschieden und Vater zweier Kinder.

## Politisches Wirken
Reichelt engagierte sich zum Ende der DDR in der Leipziger Umweltbewegung. 1989 wurde er Mitglied der Grünen Partei der DDR. Diese vertrat er von Dezember 1989 bis Februar 1990 an den Runden Tischen des Bezirkes und der Stadt Leipzig. Zur Volkskammerwahl am 18. März 1990 kandidierte er als Spitzenkandidat der gemeinsamen Liste von Grüner Partei und Unabhängigem Frauenverband (UFV) für den Bezirk Leipzig (Wahlkreis 09). Mit 1,9 % der abgegebenen Stimmen gewann die Liste ein Mandat, das Reichelt antrat.